# Сун Жэньцюн
Сун Жэньцю́н (кит. упр. 宋任穷, пиньинь Sòng Rènqióng; 11 июля 1909 — 8 августа 2005) — китайский коммунист, генерал-полковник (НОАК), деятель высшей партийной номенклатуры, один из «восьми бессмертных КПК».
Участвовал в японо-китайской и затем в гражданской войне в Китае — был политическим советником командира дивизии, а затем армии. Затем на руководящей работе в КПК и промышленности КНР. Поддержал культурную революцию и поэтому избежал репрессий. Его дочь Сун Биньбинь одной из первых (5 августа 1966 года) вывесила в школе дацзыбао, в котором призвала беспощадно атаковать учителей, отказывающихся принимать революционные идеи, после чего вместе с соучениками, среди которых были дочери Дэн Сяопина и Лю Шаоци, они поймали директора школы, несколько часов публично издевались над ней, а затем забили палками насмерть. 18 августа 1966 года площади Тяньаньмэнь она повязала повязку хунвэйбина на рукав самому председателю Мао.
Умер в возрасте 96 лет от болезни за два года до смерти последнего «бессмертного», причём подробно проинструктировал окружающих, как следует от его имени поучаствовать в похоронах последнего. Увлекался волейболом.